# Quentin Quail
Quentin Quail és un personatge protagonista d'un curtmetratge d'animació homònim, part de les sèries «Merrie Melodies», dirigit per Chuck Jones i publicat el 2 de març del 1946. Presenta un conte sobre una guatlla que intenta aconseguir un cuc per la seva cria.